# Літня школа Есперанто

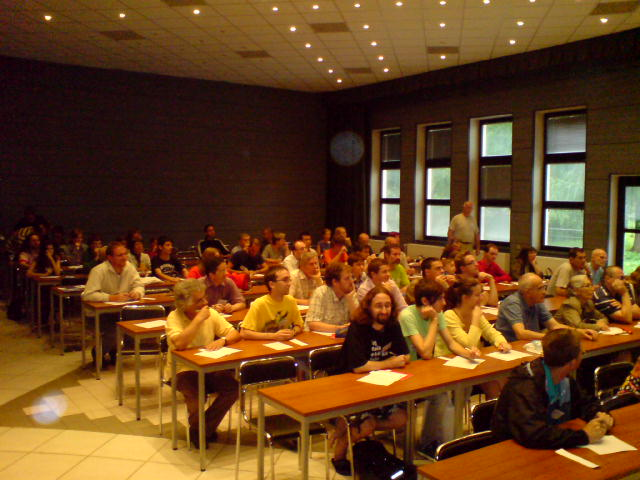
Учасники SES-2011 в Словаччині

Літня школа Есперанто (еспер. Somera Esperanto-studado; скор. SES) — літня школа студій з мови есперанто для носіїв слов'янських мов. Є найбільшим міжнародним заходом руху есперантистів метою якого є вивчення есперанто. Щороку, починаючи від 2007, цей вишкіл відбувається влітку в Словаччині, за винятком 2014 року, коли захід відбувався в Росії. Програма на додаток до навчання складається також з супроводжуючи культурних і розважальних програм.
Літню школу Есперанто організовує E@I і Словацька Молодіжна есперанто  група, перші роки спів-організовував lernu!, А пізніше як хостинг організація російцького  SES. Також декілька разів отримала підтримку від головних есперанто організацій UEA і TEJO, словацькі міністри освіти, президентів гостьовий адміністративних областей та мерів міст. 10-раз SES сталося з 11 до 19 липня 2015 в Мартіні, Словаччина.